# Aino-Kaisa Saarinen
Aino-Kaisa Saarinen (Hollola, 1º febbraio 1979) è un'ex fondista finlandese.

## Biografia
In Coppa del Mondo ha esordito il 7 marzo 1998 nella 15 km a tecnica libera di Lahti (51ª), ha ottenuto il primo podio il 13 gennaio 2001 nella staffetta di Soldier Hollow (3ª) e la prima vittoria il 20 marzo 2005 nella staffetta di Falun. In gare individuali ha ottenuto il primo podio l'8 marzo 2003 nella 30 km a tecnica classica di Oslo (3ª) e la prima vittoria il 17 marzo 2007 nella 30 km a tecnica classica disputata nella medesima località.
In carriera ha partecipato a quattro edizioni dei Giochi olimpici invernali, Torino 2006 (7ª nella 10 km, 17ª nella 30 km, 26ª nella sprint, 3ª nella sprint a squadre, 7ª nella staffetta), Vancouver 2010 (15ª nella 10 km, 3ª nella 30 km, 13ª nella sprint, 5ª nell'inseguimento, 3ª nella staffetta), Soči 2014 (4ª nella 10 km, 21ª nella 30 km, 5ª nello skiathlon, 2ª nella sprint a squadre, 2ª nella staffetta) e Pyeongchang 2018 (20ª nella 30 km, 24ª nella sprint, 4ª nella staffetta), e a nove dei Campionati mondiali, vincendo dieci medaglie.

## Palmarès

### Olimpiadi
- 5 medaglie:
  - 2 argenti (sprint a squadre, staffetta a Soči 2014)
  - 3 bronzi (sprint a squadre a Torino 2006; 30 km, staffetta a Vancouver 2010)

### Mondiali
- 10 medaglie:
  - 4 ori (staffetta a Sapporo 2007; 10 km, sprint a squadre, staffetta a Liberec 2009)
  - 1 argento (sprint a squadre a Oslo 2011)
  - 5 bronzi (15 km a Liberec 2009; 10 km, staffetta a Oslo 2011; staffetta a Falun 2015; staffetta a Lahti 2017)

### Coppa del Mondo
- Miglior piazzamento in classifica generale: 3ª nel 2009
- 50 podi (23 individuali, 27 a squadre[1]):
  - 7 vittorie (3 individuali, 4 a squadre)
  - 21 secondi posti (9 individuali, 12 a squadre)
  - 22 terzi posti (11 individuali, 11 a squadre)

#### Coppa del Mondo - vittorie
| Data             | Luogo         | Paese     | Disciplina                                                        |
| ---------------- | ------------- | --------- | ----------------------------------------------------------------- |
| 20 marzo 2005    | Falun         | Svezia    | 4x5 km (con Kirsi Välimaa, Riitta-Liisa Roponen e Virpi Kuitunen) |
| 14 gennaio 2006  | Val di Fiemme | Italia    | 4x5 km (con Virpi Kuitunen, Riitta-Liisa Roponen e Kaisa Varis)   |
| 17 marzo 2007    | Oslo          | Norvegia  | 30 km TC                                                          |
| 30 novembre 2008 | Kuusamo       | Finlandia | 10 km TC                                                          |
| 7 dicembre 2008  | La Clusaz     | Francia   | 4x5 km (con Pirjo Muranen, Virpi Kuitunen e Riitta-Liisa Roponen) |
| 29 novembre 2009 | Kuusamo       | Finlandia | 10 km TC                                                          |
| 22 dicembre 2013 | Asiago        | Italia    | TS TC (con Anne Kyllönen)                                         |

Legenda:

TC = tecnica classica

TL = tecnica libera

TS = sprint a squadre

#### Coppa del Mondo - competizioni intermedie
- 12 podi di tappa:
  - 1 vittoria
  - 7 secondi posti
  - 4 terzi posti

##### Coppa del Mondo - vittorie di tappa
| Data           | Località             | Nazione   | Competizione | Disciplina |
| -------------- | -------------------- | --------- | ------------ | ---------- |
| 2 gennaio 2008 | Nové Město na Moravě | Rep. Ceca | Tour de Ski  | 10 km TC   |